# Partit Verd Lituà
El Partit Verd Lituà (en lituà: Lietuvos žaliųjų partija, LŽP) és un partit verd liberal de Lituània fundat al 2011.

## Història
Lituània era l'últim estat membre de la Unió Europea sense un partit verd. La primera cimera d'activistes mediambientals amb la intenció d'establir un partit ecologista es va celebrar el 7 d'octubre de 2009, organitzada pel biòleg i empleat del Ministeri de Medi Ambient Juozas Dautartas. Tot i que el partit tenia la intenció de competir a les eleccions municipals de 2011, no es va fundar a temps. El 20 de març de 2011, una conferència fundacional va establir el Moviment Verd Lituà (Lietuvos žaliųjų sąjūdis), renombrat a l'actual denominació durant el 2012.
L'impuls per a la formació del partit va sorgir en el debat continu sobre el destí de la Central nuclear d'Ignalina. El partit es va oposar als projectes per substituir-la per la central nuclear de Visaginas prevista i va exigir un referèndum juntament amb la Unió Lituana d'Agricultors i Verds. El 2012 es va celebrar un referèndum sobre la construcció de la central, en el qual la proposta va ser rebutjada. Tot i que el referèndum va ser consultiu, el projecte de la central nuclear de Visaginas va ser posteriorment abandonat.
A les eleccions legislatives de 2016 i 2020 van aconseguir un diputat a la Seimas, però durant la darrera legislatura l'independent Algirdas Butkevičius va passar a la Unió de Demòcrates "Per Lituània", acabant amb la representació del Partit Verd. A les següents eleccions de 2024 no aconseguiria el suport necessari, mantenint-se així en l'àmbit extraparlamentari.

## Resultats electorals

### Eleccions legislatives
| Any  | Líder               | Vots   | %          | Escons  | +/– | Govern                      |
| ---- | ------------------- | ------ | ---------- | ------- | --- | --------------------------- |
| 2016 | Linas Balsys        | 24,727 | 2.03 (#9)  | 1 / 141 | Nou | Oposició                    |
| 2020 | Remigijus Lapinskas | 19,303 | 1.7 (#10)  | 1 / 141 | =   | Oposició (2020−21)          |
| 2020 | Remigijus Lapinskas | 19,303 | 1.7 (#10)  | 1 / 141 | =   | Extraparlamentari (2021−24) |
| 2024 | Ieva Budraitė       | 21,002 | 1.68 (#13) | 0 / 141 | 1   | Extraparlamentari           |

### Parlament Europeu
| Any  | Líder               | Vots   | %          | Escons | +/– | Grup |
| ---- | ------------------- | ------ | ---------- | ------ | --- | ---- |
| 2014 | Linas Balsys        | 40,696 | 3.56 (#8)  | 0 / 11 | Nou | –    |
| 2019 | Remigijus Lapinskas | 28,562 | 2.27 (#13) | 0 / 11 | =   | –    |
| 2024 | Ieva Budraitė       | 27,431 | 4.05 (#10) | 0 / 11 | =   | –    |